# Распаши
Распаши — село в Красногвардейском районе Белгородской области. Входит в состав Веселовского сельского поселения.

## География
Село находится на расстоянии 20 км к северо-западу от города Бирюч, административного центра района.

### Часовой пояс
Село Распаши, как и вся Белгородская область, находится в часовой зоне МСК (московское время). Смещение применяемого времени относительно UTC составляет +3:00.

## Население
| 2002 | 2010 |
| ---- | ---- |
| 23   | ↘2   |